# Општина Прибој
Општина Прибој се налази у Србији, на тромеђи са Црном Гором и БиХ у Златиборском округу. Према подацима са последњег пописа 2022. године у општини је живело 23.514 становника (према попису из 2011. било је 27.133 становника).

## Географски положај
Општина Прибој се налази у југозападној Србији, у шумовитој области Старог Влаха, у плодној долини реке Лим. Прибој је смештен на тромеђи Србије, Црне Горе, Босне и Херцеговине, а граничи се са општинама: Чајетина, Нова Варош, Пријепоље, Пљевља, Чајниче и Рудо.
Прибој захвата површину од 552 km².
Општина Прибој има изразито планински карактер, а најнижа надморска висина је 392 м, док је највиша 1.500 м.

### Месне заједнице
На подручју општине Прибој образовано је по одлуци Скупштине општине Прибој 14 месних заједница:
МЗ Стари град,
МЗ Нови Прибој,
МЗ Бања,
МЗ Кратово,
МЗ Рача,
МЗ Саставци,
МЗ Бучје,
МЗ Крајчиновићи,
МЗ Забрњица,
МЗ Сјеверин,
МЗ Стрмац,
МЗ Прибојска Голеша,
МЗ Мажићи и
МЗ Калафати
МЗ Саставци окружује насељено место Међуречје екстериторију Босне и Херцеговине (општина Рудо, Република Српска).

## Демографија
Општина Прибој је 1991. године имала око 35.000 становника. Од тога је било 62% православаца, 33% муслимана и 5% осталих вероисповести. По попису из 2011. године, број становника је био 14.920 у самом граду и 27.133 у општини као целини. Према резултатима пописа, а у складу са законским прописима, право на заступљеност у прибојском општинском Савету за међунационалне односе имају представници Срба, Бошњака и етничких Муслимана.
| Састав становништва – општина Прибој | Састав становништва – општина Прибој | Састав становништва – општина Прибој | Састав становништва – општина Прибој |
| ------------------------------------ | ------------------------------------ | ------------------------------------ | ------------------------------------ |
|                                      | 2022.                                | 2011.                                | 2002.                                |
| Укупно                               | 24.083 (100,00%)                     | 27.133 (100,00%)                     | 30.142 (100,00%)                     |
| Срби                                 | 16.909 (70,21%)                      | 20.582 (75,85%)                      | 22.523 (74,14%)                      |
| Бошњаци                              | 4.144 (17,20%)                       | 3.811 (14,04%)                       | 5.567 (18,33%)                       |
| Муслимани                            | 914 (3,79%)                          | 1.944 (7,16%)                        | 1.427 (4,70%)                        |
| Остали                               | 2.116 (8,78%)                        | 796 (2,93%)                          | 626 (2,07%)                          |

## Историја
Током средњег века, целокупно Доње Полимље је припадало српској жупи званој Дабар. Не зна се тачно како је и када Прибој настао, али се сматра да су га подигли средњовековни српски феудалци као четвороугаони зидани град Јагат на падинама планине Бић.
Сматра се да Прибој постоји још много пре 1418. године када се помиње први пут у историји и када га је освојио Исак-бег. Касније се помиње у Повељи краља Фридриха III из 1448. године, затим 1463. године у једном путопису помиње се Прибој у нахији Добрун, а други пут 1485. као седиште истоимене нахије. Потпуније податке о Прибоју, као граду, дали су Бенедикт Курипешић, словеначки путописац који је пролазио кроз Прибој 1530. године, и Евлија Челебија који је боравио у Прибоју 1662. године.
Дан када је Прибој први пут споменут као утврђење на Бићу у Повељи краља Фридриха III из 1448. године (20. јануар) узет је као дан општине Прибој.
Пре овог датума, дан општине Прибој је био 12. јануар.
Повољан стратешки положај доносио је Прибоју брз привредни развој, али и велика рушења и разарања: рушен је у време турских освајања, рушили су га Аустријанци у 17. веку, горео је 1809. године, а страдао је у време Балканских ратова, као и у Првом и Другом светском рату.

## Култура
Прибој је један од ретких градова у унутрашњости Србије који има континуирану позоришну традицију дужу од једног столећа. Прва позоришна представа припремљена је и изведена 1900. године. Редитељ Василије Марић је поставио на сцену Два цванцика по тексту познатог српског писца тога времена Милована Глишића. (Аутор исцрпне монографије о овој теми је Фарук Диздаревић: ТАЛИЈА У ПРИБОЈУ, Прибој 1994. и 2002. — два издања).
Између два светска рата Прибој је имао прилично развијен културно-забавни живот — активно ради драмска секција, два Културно — уметничка друштва: Просвета и Гајрет, Градска читаоница (библиотека), Тамбурашки оркестар итд. Пошто није постојала наменска зграда за културу програми се реализују у Хотелу Стевовића, згради Основне школе, а тридесетих година прошлога века у новосаграђеној сали Соколског дома која је имала позорницу.
Након завршетка Другог светског рата реновира се зграда Соколског дома и ту се до 1959. године одвија културни живот. Те године довршена је изградња данашње зграде Дома културе у којој ће се, од тада, одвијати скоро сви културни програми града.
Данашњи Дом културе је најважнија адреса из области културе у граду и општини. При њему активно ради Аматерско позориште са две сцене — дечја и за одрасле, Клуб писаца (са богатом издавачком делатношћу), Рецитаторска секција; Дом културе је организатор и реализатор две угледне савезне књижевне манифестације — ЛИМСКЕ ВЕЧЕРИ ПОЕЗИЈЕ (књижевни фестивал намењен песницима средњошколцима) и ЛИМСКЕ ВЕЧЕРИ ДЕЧЈЕ ПОЕЗИЈЕ (учествују основношколци од 5. до 8. разреда). Сваке године се у Дому културе реализује Регионални фестивал дечјих позоришта. Поред овога Дом културе је организатор ликовних изложби, позоришних представа, промоција књига, концерата, трибина и округлих столова итд.